# Mujeres en las cruzadas

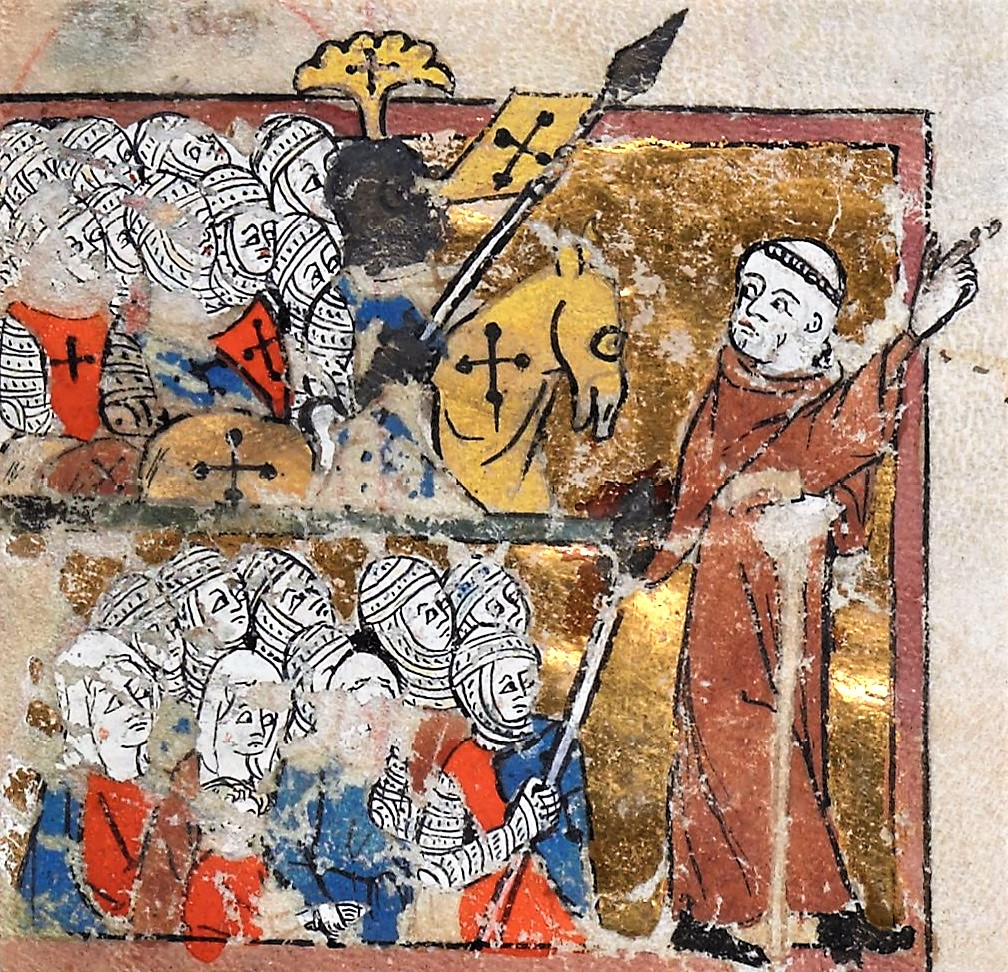
Iluminación de un manuscrito que finalizó en 1321-1324 representando a Pedro el Ermitaño que conduce hacia el este a un contingente de la primera destacamento de la Primera cruzada en 1096. Se puede observar las imágenes de unas mujeres.

Las Mujeres en las cruzadas son las mujeres que destacaron en sus papeles durante las cruzadas. Se considera que el papel de la mujer en las Cruzadas se limitaba a las actividades domésticas o ilícitas. Si bien hasta cierto punto esto es cierto, también desempeñaron un papel importante en actividades tales como el combate armado —que fue desaprobado por la iglesia—, en las batallas en Tierra Santa. Este artículo se centra en las Primeras cruzadas, e identifica a las participantes conocidas. También destaca algunas de las mujeres más famosas de las últimas cruzadas.
Mientras que muchas mujeres permanecían en casa para actuar como regentes de sus propiedades durante las cruzadas, otras acompañaban a sus maridos y otros miembros de la familia en sus misiones, llegando incluso a luchar en situaciones de emergencia cuando sus hombres caían en la batalla. No fue una sorpresa que las mujeres nobles participaran en el combate en ciertas situaciones, su educación probablemente las preparaba para esta posibilidad, llegando incluso a incluir lecciones sobre cómo cabalgar en la batalla.
Sin embargo, no únicamente las mujeres nobles participaron en las cruzadas. Las mujeres del pueblo también estuvieron presentes durante toda la empresa, realizando tareas como quitar los piojos de las cabezas de los soldados y/o lavar la ropa. De hecho, la lavandera era el único rol para una mujer aprobado por la Iglesia católica y permitido durante la Primera Cruzada, siempre y cuando no fueran atractivas, por temor a que las tropas se involucraran con ellas en relaciones sexuales. Sin embargo, esta estipulación normalmente no era obedecida y todo tipo y clase de mujeres participaban en las cruzadas. Cada vez que un ejército marchaba, varias mujeres se unían a ellos como sutleres o sirvientas, así como prostitutas. No mencionadas en la victoria, asumieron la culpa de la derrota y fueron purgadas de la campaña varias veces a lo largo de las cruzadas, ya que las relaciones con ellas se consideraban pecaminosas entre los soldados que habían dejado sus tierras natales para luchar por una causa santa y se suponía que eran puros de pensamiento y de acción. Además, numerosas monjas también acompañaron a los religiosos, sacerdotes y obispos, que viajaron como parte de las misiones, mientras que otras tomaron las armas, un anatema para sus enemigos musulmanes.
La aparición de mujeres fue rara entre los cronistas occidentales, cuyo enfoque era más masculino. Sin embargo, las menciones de mujeres cruzadas se encuentran más comúnmente en los relatos musulmanes de las cruzadas, pero la verdad de estas historias son difíciles de probar como un hecho, ya que la agresividad o la falta de naturalidad de las mujeres cristianas se veía a menudo como una manera de los musulmanes de demostrar lo despiadado y depravado que podían ser sus enemigos. Durante las últimas cruzadas, muchas mujeres cuyas historias permanecen eran de la región de Oriente Medio, incluyendo una de una mujer musulmana que luchó contra los cruzados.

## Historiadores contemporáneos

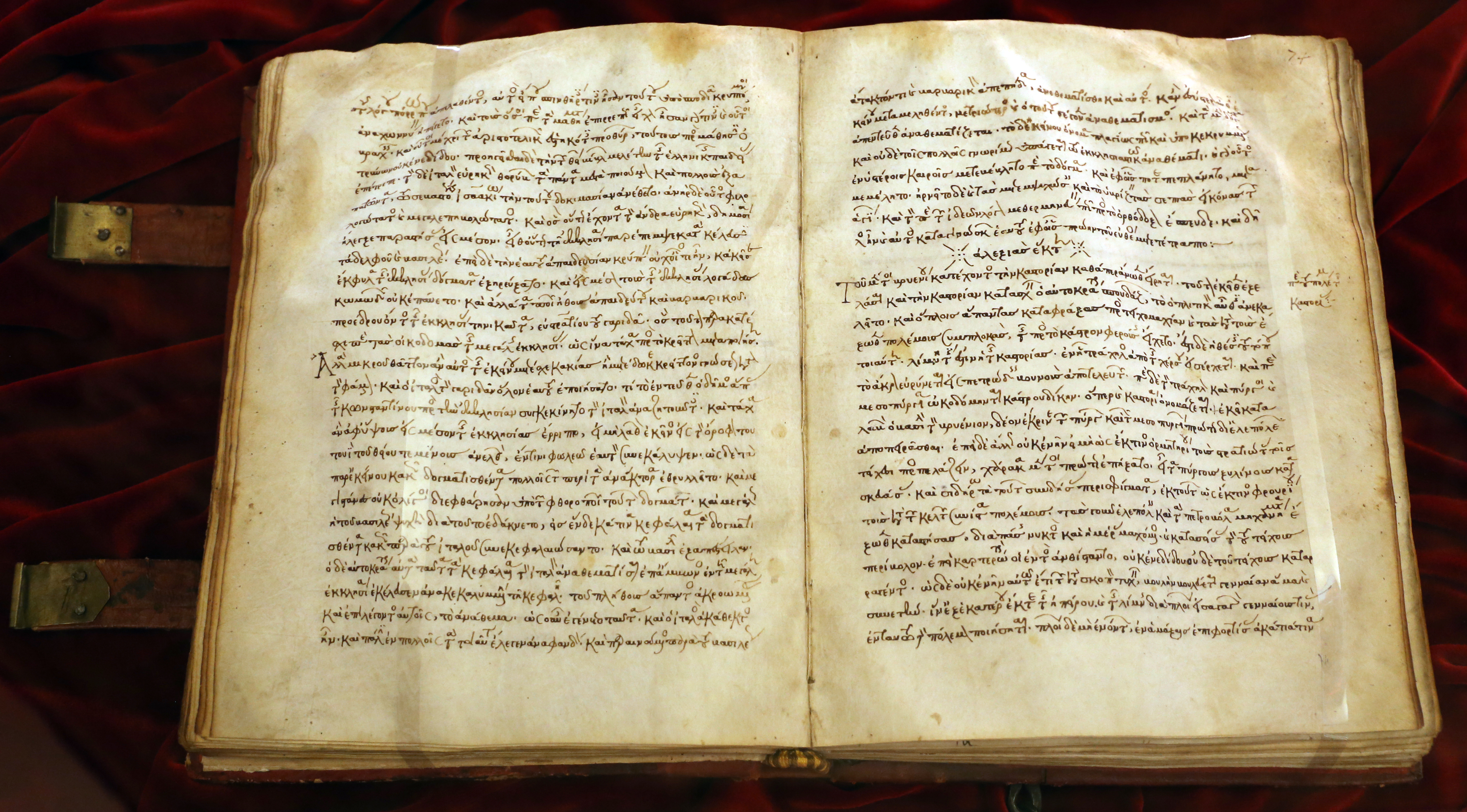
Alexiada por Ana Comneno. Biblioteca Medicea Laurenziana

La historia de las mujeres en las cruzadas comienza con Ana Comneno, la hija del emperador bizantino Alejo I Comneno. Ella escribió una valiosa historia de la Primera cruzada: Alexiada, proporcionando una visión de la campaña desde la perspectiva de la élite bizantina, aunque su trabajo ha sido descrito como un panegírico familiar en lugar de una historia seria. Ella, desafortunadamente, fue exiliada a un monasterio antes de que el trabajo pudiera ser terminado.
Los retos a los que se enfrentan las mujeres de las cruzadas pueden resumirse en los escritos de Fulquerio de Chartres, capellán de Balduino I de Jerusalén, quien declaró:

Entonces los francos, después de consultarlo de nuevo juntos, expulsaron a las mujeres del ejército, tanto a las casadas como a las solteras, para que no se contaminen con la sordidez de la vida desenfrenada y desagraden al Señor. Estas mujeres se refugiaron en los pueblos vecinos

Fulquerio señaló que la histeria colectiva había rodeado la santa búsqueda de las cruzadas, demostrada con creces por la creencia de que incluso una humilde ave acuática guiada por una monja, había sido bendecida por el Espíritu Santo y la guiaría a Jerusalén.

## Monjas de la Primera cruzada
Se cree que un gran número de monjas viajaron a Tierra Santa durante las cruzadas, pero únicamente se conocen tres de la Primera cruzada, y únicamente de una de ellas conocemos un nombre. [Nótese que Riley-Smith usa el término «Anonyma» para referirse a una mujer de nombre desconocido y este escrito hace lo mismo.]
- Anonyma de Cambrai,[10] era el líder religioso de una secta que viajaba con el conde Emich de Flonheim, quien creía que su ganso estaba lleno del Espíritu Santo,[11] incluso llegó a permitir que el animal lleno de espíritu dirigiera el curso de la secta. No se volvió a oír hablar de la secta después de la muerte del ánade. Esta historia fue reportada por Fulquerio de Chartres y Alberto de Aquisgrán. El hecho de que Guibert de Nogen sugiriera que el ganso podría haber sido servido como «comida de vacaciones» no requiere más comentarios.[12]
- Anonyma, monja del monasterio de Santa María y Correa, Tréveris, que, como parte de la Cruzada de los campesinos, fue tomada por los musulmanes durante la Batalla de Civetot que devastó la fuerza de Pedro el Ermitaño, que había regresado a Constantinopla para abastecerse. Cuando fue liberada en 1097, aparentemente se fugó con su captor turco. Su nombre sigue siendo un misterio.
- Americas, una monja de las Altejas, que, siguiendo las indicaciones del papa Urbano II, acudió a su obispo para que le diera su bendición, que le fue concedida, para fundar un hospicio para los pobres.

## Esposas de los primeros cruzados
Según Riley-Smith, había siete de las esposas de los primeros cruzados que acompañaban a sus maridos a Tierra Santa. Una octava participó en las batallas de 1107 de Bohemundo de Tarento contra el Imperio bizantino —a veces denominada cruzada—. Fueron las siguientes:
- Godehilde,[13] hija de Raúl II de Tosny, señor de Conches-en-Ouche, que acompañaba a su marido Balduino I de Jerusalén, así como a un contingente de su familia. Mientras él marchaba hacia Cilicia, ella cayó enferma y murió en Kahramanmaraş, Turquía, privándolo de la financiación de sus tierras. Más tarde, el conde, contrajo matrimonios famosos con una armenia, Arda, a la que abandonó, y Adelaida del Vasto. Si los rumores de su homosexualidad eran ciertos, sus múltiples matrimonios fueron ciertamente para beneficio personal y su comportamiento en la cruzada no cumplía con los estándares de caballerosidad aceptados de la época.
- Hadvide,[14][15] hija de Arnold I de Chiny, que acompañaba a su marido Dodo de Cons, confidente de Godofredo de Bouillón. Tanto Hadvide como Dodo regresaron de la cruzada ilesos. Arnold, un conspirador contra Godofredo, entre sus muchas otras fechorías, hizo que sus hijos no tomaran la cruz, como erróneamente informó un conde posterior, el oportunista  Louis V de Chiny. Hadvide a su marido parece ser el único acto redentor de esta generación del condado de Chiny.
- Elvira Alfónsez,[16] hija ilegítima del rey Alfonso VI de León, que viajó, estando embarazada, con su marido Raimundo IV de Tolosa. Tras la muerte de su marido en el sitio de Trípoli en 1106, dio a luz a su hijo Alfonso Jordán, más tarde conde de Tolosa, y luego regresó a su casa en Castilla. Allí se casó con Fernando Fernández de Carrión y tuvo tres hijos más.
- Emeline, que viajó con su marido Fulcher (Folbert) de Bullion. No se conoce más información sobre ninguna de las dos personas.
- Emma de Hereford, viajó con su esposo Ralph de Gael, primer conde de Norfolk, un líder bretón en la primera cruzada, en el ejército de Roberto II de Normandía, y luego con el de Bohemundo de Tarento durante el sitio de Nicea (1097). Ralph participó en la rebelión de los Condes contra el gobierno de Guillermo el Conquistador. Los padres de Emma eran Guillermo FitzOsbern y Adeliza. Tanto Emma como su marido murieron en el camino a Jerusalén.
- Florine de Borgoña acompañó a su marido Swen en la Primera cruzada. Ella fue una guerrera como su marido.
- Humberge de Le Puiset,[17][18] viajó con su marido Walo II de Chaumont-en-Vexin. Humberge era hermana del cruzado Erard III de Le Puiset, vizconde de Chartres, e hija de Hugo I de Le Puiset y Alicia de Montlhéry (hija de Guido I de Montlhéry). Walo fue asesinado durante el Sitio de Antioquía (1097-1098),[19] pero no está claro el destino de Humberge. Su hijo Drogo también fue destacado en la Primera cruzada.
- Edith, hija de William de Warenne, primer conde de Surrey, acompañó a su marido Gérard de Gournay-en-Bray con los ejércitos de Hugo I de Vermandois y Roberto II de Normandía.
- Mabel de Roucy, que acompañó a su marido Hugo I de Jaffa a Tierra Santa.
- Elena de Borgoña, acompañó a su marido Beltrán de Tolosa en su búsqueda para reclamar el papel de conde de Trípoli.
- Anonyma de Lèves acompañó a su marido Ralph el Rojo de Pont-Echanfray,[20] en la Cruzada de Bohemundo de Tarento, 1107-1108. Anonyma era hija de Odeline de Le Puiset y de Joscelin de Lèves, y también prima de Humb erge de Le Puiset. Ralph había sido un leal caballero del padre de Bohemundo, Roberto Guiscardo. Ralph murió en el desastre del Barco Blanco de 1120.
- Emeline, acompañó a su marido Fulco de Bouillón, un caballero del ejército de Godofredo de Bouillón, capturado y decapitado durante el asedio de Antioquía. Ella fue capturada, llevada a Azaz y casada con un mercenario turco.[21]
- Corba de Thorigne,[22] esposa de Geoffrey Burel, Señor de Amboise,[23] que participó en la Cruzada de 1101 con Guillermo de Poitiers. Corba fue capturada por los turcos y su destino final es desconocido.

## Mujeres guerreras de las cruzadas

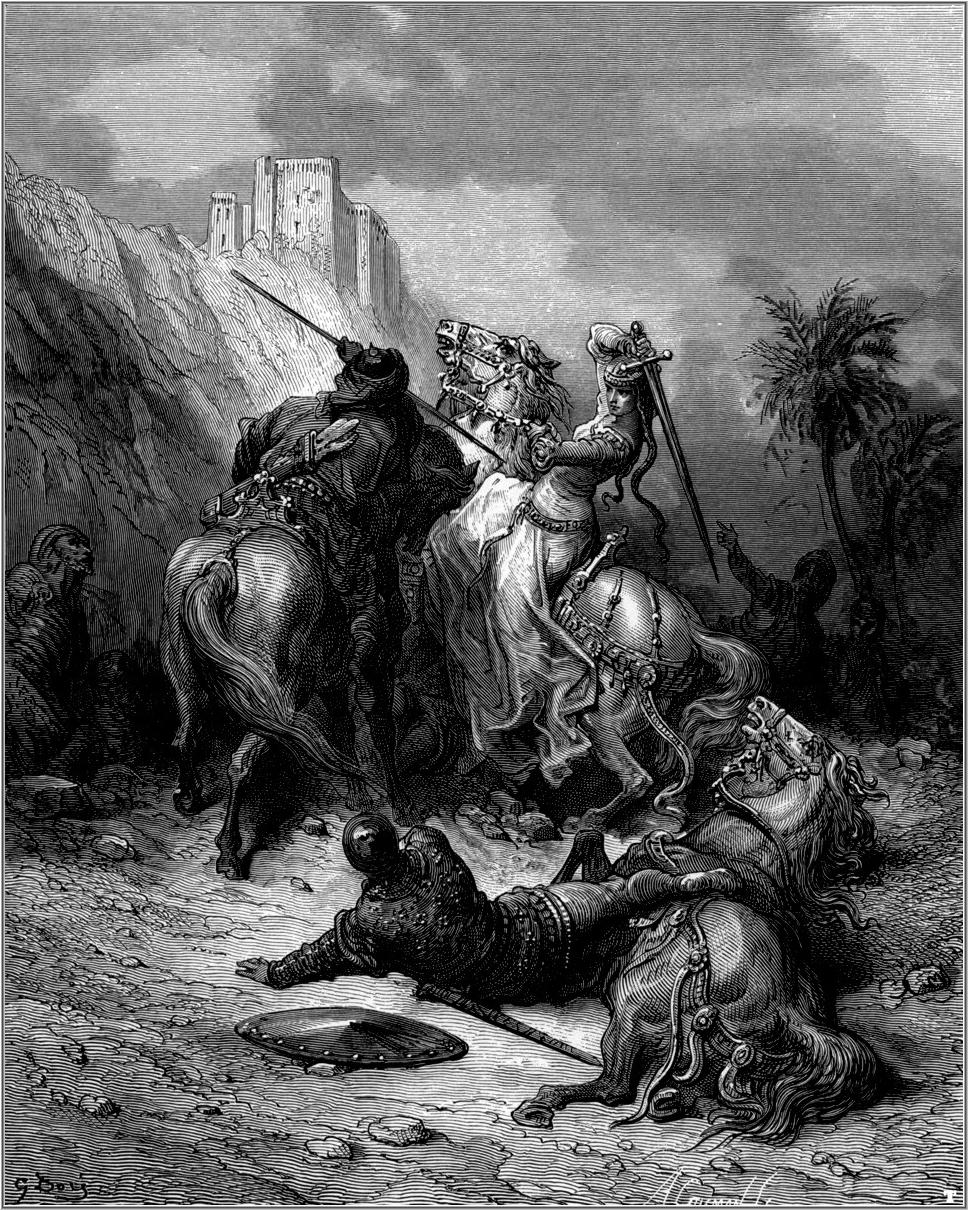
Florina de Borgoña, representada por Gustave Doré.

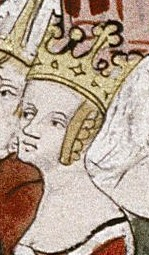
Detalle de una miniatura de Leonor de Aquitania.

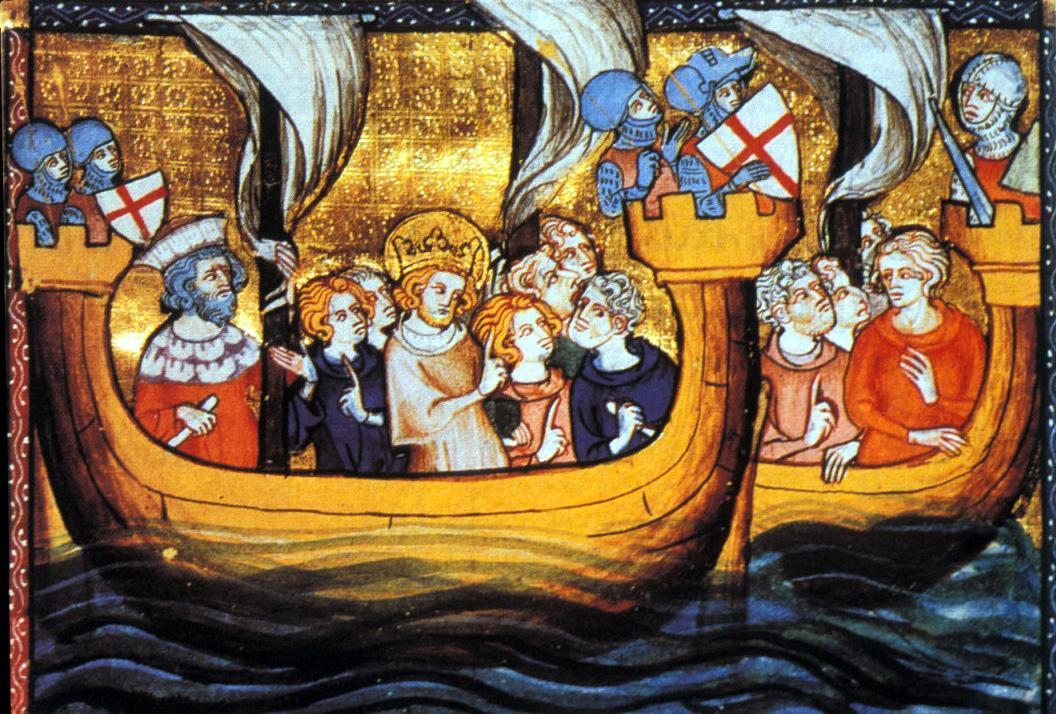
Partida hacia la Séptima cruzada de Luis IX, en la que le acompañó su esposa Margarita de Provenza.

Varias mujeres tomaron la cruz y lucharon contra los musulmanes, algunas con sus maridos, otras sin ellos; numerosas mujeres reales lucharon como cruzadas, y al menos una contra ellas. A continuación se presentan los seis ejemplos más destacados de estas guerreras, la más famosa de las cuales es Leonor de Aquitania.
- Florina de Borgoña,[24] una princesa guerrera que acompañó a su marido Svend el Cruzado, príncipe de Dinamarca en la Primera cruzada. Florina era hija de Eudes I de Borgoña, y de su esposa Sibila de Borgoña, mientras que Svend era uno de los veinte hijos de Svend II de Dinamarca, tenidos por varias concubinas. Florina y Svend comandaron una fuerza de 1.500 caballerías que avanzaban por las llanuras de Capadocia cuando fueron emboscados por una abrumadora fuerza turca. Ambos fueron asesinados junto con la mayor parte de sus tropas.
- Ida de Austria,[25] viuda de Leopoldo II, Margrave de Austria. Durante la Cruzada de 1101, Ida lideró un ejército que marchaba hacia Jerusalén. Fueron emboscados en Heraclea Cybistra por Kilij Arslan I y, dependiendo de la fuente, fue asesinada,[26] o llevada a su harén.[27]
- Cecilia de Le Bourcq, señora de Tarso, hermana de Balduino II de Jerusalén y esposa de Roger de Salerno, príncipe-regente de Antioquía. Cecilia ayudó a organizar las defensas de Antioquía en los ataques musulmanes del 1119 en los que su marido fue asesinado.
- Melisenda de Jerusalén,[28] hija de Balduino II de Jerusalén. Melisenda, gobernante de Jerusalén después de la muerte de su padre, envió un ejército para ayudar al estado cruzado de Edesa que estaba bajo asedio y finalmente cayó. Sus súplicas de ayuda al papa Eugenio III condujeron a la desastrosa Segunda cruzada.
- Ermengarda de Anjou, esposa divorciada de Guillermo IX de Aquitania e hija de Fulco IV de Anjou, que se fue a una cruzada no especificada después de 1118.[29]
- Leonor de Aquitania,[28] Reina consorte de los francos. Leonor acompañó a su marido Luis VII en la Segunda cruzada, como líder de los soldados del ducado de Aquitania, que incluía a algunas de sus damas de honor reales. La cruzada no logró mucho, y los desacuerdos sobre la estrategia entre el rey y la reina llevaron finalmente a la anulación de su matrimonio. Su subsiguiente matrimonio con Enrique II de Inglaterra produjo un hijo, Ricardo Corazón de León. Después de convertirse en rey, Ricardo lideró el contingente inglés en la Tercera cruzada, con Leonor sirviendo como regente en su ausencia.
- Shajar Al-Durr,[30] sultán (o, incorrectamente, sultana),[31] de Egipto durante la Séptima cruzada. Como esposa del sultán Al-Salih Ayyub, que había caído gravemente enfermo, Shajar ayudó a organizar las defensas de Egipto. Tras la muerte del sultán, el ejército la apoyó para que se convirtiera en la primera mujer sultán. Las fuerzas de Shajar derrotaron al líder de la cruzada, Luis IX de Francia, en Damieta. El califa abasí Al-Mustá'sim de Bagdad se negó a permitirle el trono e instaló en su lugar al mameluco Qutb-ud-din Aibak. Shajar se casó con Aibak y gobernó con él durante siete años. Sin estar segura de su posición, Shajar hizo que sus sirvientes lo asesinaran; posteriormente, fue desnudada y golpeada hasta la muerte por los sirvientes del hijo, de 15 años, de Aibak y su antigua esposa. Arrojada desnuda desde lo alto de la Torre Roja, permaneció tendida en el foso circundante durante tres días hasta que finalmente fue enterrada en una tumba cerca de la mezquita de Ibn Tulun.
- Margarita de Provenza,[32] reina consorte de Francia. Margarita acompañó a su marido  Luis IX y a su hermana  Beatriz en la Séptima cruzada. Tras la captura de su marido, dirigió las negociaciones para su liberación y, de hecho, fue la única mujer que dirigió una Cruzada, aunque fuera brevemente. Su valentía y decisión fueron relatadas por su contemporáneo, Jean de Joinville.

## Otras mujeres de las cruzadas

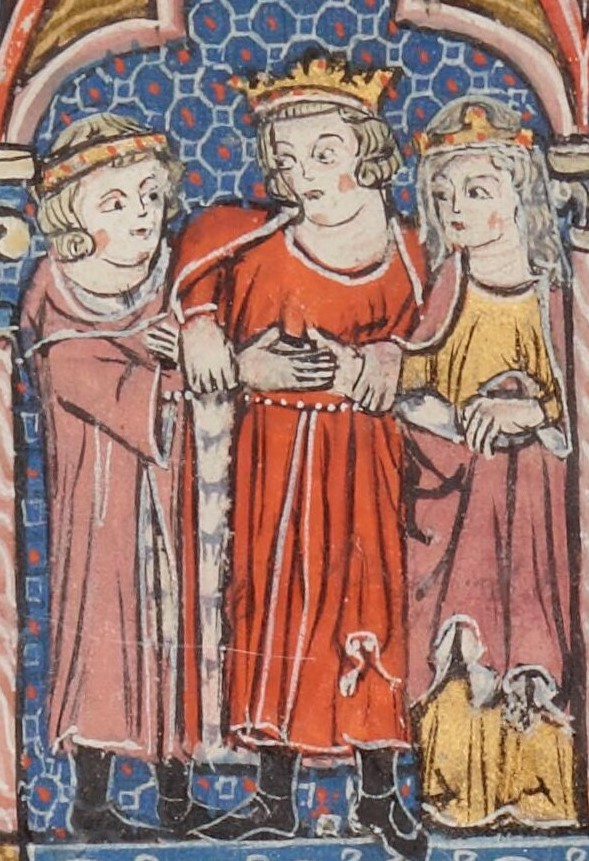
Isabel de Jerusalén en una miniatura representado su matrimonio con Hunfredo IV de Torón.

Se han documentado las historias de muchas otras mujeres que jugaron un papel en las Cruzadas. Aquí hay una lista de las conocidas en este momento. Todo puede ser referenciado en el Volumen III de Ranchman A History of the Crusades.
- Isabel de Jerusalén, reina regente de Jerusalén durante la Tercera cruzada.
- Eudoxia Angelina, primera consorte de Esteban I Nemanjić y luego la amante de Alejo V Ducas, con quien huyó de Constantinopla durante la Cuarta cruzada.
- Eufrósine Ducaina, esposa del emperador Alejo III Ángelo, se fue a Constantinopla cuando su esposo huyó durante la Cuarta cruzada.
- Margarita de Hungría , hija de Bela III de Hungría, se casó primero con el emperador Isaac II Ángelo y luego con Bonifacio de Montferrato, líder de la Cuarta cruzada.
- María de Antioquía-Armenia era señora de Torón, un importante castillo cruzado en el Líbano cuando, al final de la Sexta cruzada, las tierras tomadas por Saladino fueron devueltas a Armenia.
- Leonor de Castilla acompañó a su esposo Eduardo I de Inglaterra en la Octava cruzada y dio a luz a su hija Juana de Acre en Tierra Santa.
- Isabel de Aragón, reina consorte de Francia, acompañó a su esposo Felipe III de Francia en la Octava cruzada.

## Las regentes de los Estados cruzados
Mientras que los hombres de las Cruzadas morían en frecuentes batallas, las mujeres vivían en relativa indolencia. Vivían largas vidas y actuaban como regentes de sus haciendas y niños pequeños. Como viudas, tenían un grado de independencia del que habían carecido anteriormente, lo que les permitía controlar su propia propiedad, la oportunidad de presidir tribunales y reuniones comerciales, y cumplir con las obligaciones del servicio militar y político, en contravención directa de las normas europeas de género de la época. A medida que se concentraban más y más propiedades en sus manos, se hizo evidente que las mujeres constituían una de las principales fuentes de «continuidad» en el Levante franco.
Además, para muchas mujeres del Levante franco el matrimonio era una forma de avanzar tanto social como financieramente, permitiéndoles ascender de estatus con su marido cuando convivían y luego prosperar incluso más al heredar más tierras cuando dicho marido moría. Por ejemplo, Inés de Courtenay, originalmente una mujer noble del condado de Edesa, se volvió a casar varias veces y en el momento de su muerte en 1186 era «. ... la primera dama del reino (de Jerusalén), esposa del Señor de Sidón, dama viuda de Ramla y dama de Torón por derecho propio». Como resultado de estos frecuentes nuevos matrimonios, las princesas y condesas viudas aportaron las cuantiosas propiedades a sus siguientes maridos y se consideraron como un premio, ya que varios hombres europeos dejaron sus hogares por una esposa terrateniente en el Levante. Según los tribunales de Outremer, entre la mitad y un tercio de los bienes del difunto iban a parar a la viuda, mientras que la otra parte se mantenía en reserva para sus hijos o herederos.
Este sistema tuvo consecuencias dramáticas tanto para el Levante franco como para Europa. En Europa la tierra fue transferida principalmente a través de la primogenitura durante este período, haciendo que la estructura de poder en sí misma fuera más fija, con dotes que se basaban más en el dinero en un esfuerzo por mantener la tierra en la familia. En comparación, en las tierras de Ultramar, a menudo regresaban a la Corona antes de que hubiera una oportunidad para los nobles de establecer sus propias dinastías antes de que fueran asesinados o fallecieran, lo que permitía a la Corona mantener un mayor grado de control que en Europa.
Aquí hay una lista parcial de las que se quedaron para administrar las propiedades mientras sus maridos tomaban la cruz.
De la Primera cruzada:
- Ermengarda de Anjou, (1067-1146) hija de Fulco IV de Anjou, y casada por segunda vez con Alano IV, duque de Bretaña. Sirvió como regente del ducado en ausencia de su marido en la Primera cruzada y posiblemente fue a  Palestina, probablemente en la Segunda cruzada.[29]
- Arda de Armenia, la segunda esposa de Balduino I de Jerusalén tras la muerte de Godehilde (véase más arriba) y la primera reina consorte del Reino de Jerusalén. Este fue un matrimonio políticamente conveniente que permitió a Balduino convertirse en el primer Conde de Edesa.

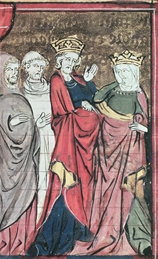
Repudio de Adelaida del Vasto.

- Adelaida del Vasto, la tercera esposa de Balduino I de Jerusalén, se casó aparentemente mientras él estaba aún casado con Arda. El hijo de Adelaida, Roger II de Sicilia, por su primer matrimonio, se negó a apoyar a los estados cruzados durante la Segunda cruzada debido al trato de su madre por parte del reino de Jerusalén. Guillermo de Tiro escribió sobre el impacto del incidente:

El hijo de Adelaida estaba enojado sin medida, porque la habían enviado de regreso. Él engendró un odio mortal contra el reino y su gente. Otros príncipes cristianos en diversas partes del mundo, ya sea por venir en persona o por regalos generosos, han amplificado nuestro infantil reino. Pero él y sus herederos en la actualidad nunca se han reconciliado con nosotros en la medida de una sola palabra amiga. Aunque pudieron haber aliviado nuestras necesidades por consejo y ayuda mucho más fácilmente que otro príncipe, sin embargo, siempre han recordado sus errores y han vengado injustamente a todo el pueblo por culpa de un solo individuo.

- Morfia de Melitene, esposa de Balduino II de Jerusalén. Era la madre de Melisenda de Jerusalén,  de la que ya se ha hablado.
- Clemencia de Borgoña, hija de Guillermo I de Borgoña y esposa de Roberto II de Flandes. Cuando él se marchó a la Primera Cruzada, se convirtió en regente del condado de Flandes[41]
- Ida de Lovaina, hija de Enrique II, conde de Lovaina y hermana de Godofredo I de Lovaina, estuvo casada con Balduino II de Henao,[42] que sirvió en la Primera cruzada con Godofredo de Bouillón. Cuando su marido desapareció, Ida organizó una búsqueda en Tierra Santa para encontrarlo, pero sus esfuerzos fueron en vano ya que claramente había muerto.[43]

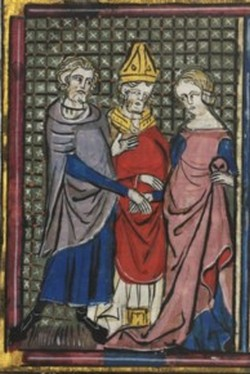
Matrimonio entre Constanza de Francia y Bohemundo de Tarento.

- Constanza de Francia, Princesa de Antioquía, hija de Felipe I de Francia y de Berta de Holanda. Constanza se casó primero con Hugo I, Conde de Troyes, pero su matrimonio terminó en divorcio por motivos de consanguinidad. Luego se casó con Bohemundo de Tarento, recientemente liberado por los turcos. Acompañó a su marido a Apulia, donde dio a luz a Bohemundo II de Antioquía. Después de la muerte de su marido, sirvió como regente de su hijo. Encarcelada por Grimoald Alferanitis príncipe de Bari, abandonó su regencia, muriendo en 1125. Su nieta fue Constanza de Antioquía que a su vez tuvo a la emperatriz María, Bohemundo III de Antioquía, e Inés de Châtillon, reina consorte de Hungría.
- Adela de Normandía, hija de  Guillermo el Conquistador, casada con Esteban II de Blois. Tras la muerte de Esteban en la Cruzada menor de 1102, Adela se convirtió en la regente de la finca de Esteban, y Constanza de Francia sirvió en su corte. Entre los hijos de Adela y Esteban estaba el futuro Rey de Inglaterra, Esteban.
- Estefanía de Barcelona,(118-1131) hija de Ramón Berenguer III, conde de Barcelona, y tía de Constanza, reina de Francia. Estefanía estaba casada con Céntulo II de Bigorra, cuyos éxitos en la Primera cruzada fueron menores, pero jugaron un papel importante en la ruptura de la conexión feudal con Francia.
- Adela de Marie y Sibila de Château-Porcien, estaban casadas con el escandaloso Enguerrand I, señor de Coucy. Adela era la nieta de Gilberto, Conde de Roucy. Enguerrand repudió a Adala por adulterio, con la bendición de Elinand, obispo de Laon, y luego secuestró a Sibila, que estaba casada con Godofredo de Namur. La secuestrada Sibila estaba embarazada de la hija de Enguerrand, Agnès de Coucy. Sibila, era la bisabuela de Roberto de Thourotte, obispo de Langres y Lieja. Tanto Enguerrand como Thomas, su hijo de Adela, mientras que eran enemigos y rivales acérrimos, ambos tomaron la cruz y lucharon en la Primera cruzada. Thomas sucedió a su padre como señor de Coucy a su muerte.
- María de Escocia, hija de Malcolm III, rey de los escoceses y Margarita de Escocia (santa), casada con Eustaquio III de Boulogne, hermano de Godofredo de Bouillón. Eustaquio se distinguió numerosas veces co mo cruzado y regresó ileso a sus tierras. Su hija Matilde I de Boulogne fue reina consorte de Inglaterra, como esposa de Esteban de Inglaterra.
- Talesa de Aragón, hija de Sancho Ramírez, conde de Ribagorza,[44] y por lo tanto nieta de Ramiro I, el primer rey de Aragón. Talesa estaba casada con Gastón IV de Bearne, y actuó como regente para él y, tras su muerte, para su hijo Céntulo VI tras la muerte de Gastón en 1131. Sus descendientes Gastón VI y Gastón VII fueron valientes participantes en las últimas cruzadas.
- Hodierna, hija de Hugo I de Rethel, estaba casada con Héribrand III de Hierges,[45] y fue regente de sus propiedades durante su ausencia en la Primera cruzada. Su hermano era Balduino II de Jerusalén. En segundo lugar se casó con Roger de Salerno, príncipe de Antioquía.

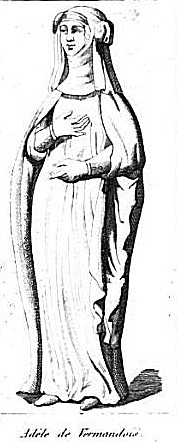
Adelaida de Vermandois.

- Adelaida de Vermandois, era hija de Heriberto IV de Vermandois y Adelaida de Valois, y casada con el renombrado cruzado Hugo I de Vermandois, título otorgado por derecho de su esposa (jure uxoris). Hugo luchó en la Primera cruzada y luego en la cruzada menor de 1101, donde fue herido por los turcos y murió de esas heridas en  Tarso. Fue el último miembro de la dinastía carolingia.
- Hildegarda de Thouars, una probada compañera de Guillermo el Conquistador, estuvo casada con Hugo VI de Lusignan «el diablo», quien tomó la cruz junto con sus hermanos Raimundo IV de Tolosa, líder de la Primera cruzada, y Berenguer Ramón II de Barcelona.
- Gertrud de Lovaina, hija de Enrique III, conde de Lovaina, y Gertrudis de Flandes, duquesa de Lorena, estuvo casada con  Lamberto, conde de Montaigu y Clermont, que desempeñó un papel importante en la Primera cruzada.
- Margarita de Clermont Beauvaisis, hija de Renaud II, Conde de Clermont-en-Beauvaisis (miembro del ejército cruzado de Hugo I de Vermandois), estuvo casada con Carlos el Bueno, conde de Flandes, un cruzado al que le ofrecieron la corona de Jerusalén, pero la rechazó. Más tarde, Carlos fue asesinado a hachazos mientras rezaba en Brujas, Bélgica, por caballeros rivales.